# Horseshoe Harbour
Horseshoe Harbour är en vik i Antarktis. Den ligger i Östantarktis. Australien gör anspråk på området.